# حجر الزاوية (برنامج)
برنامج حجر الزاوية برنامج بثته قناة إم بي سي وقدمه فهد السعوي استضاف فيه سلمان العودة، عرض البرنامج طيلة شهر رمضان عام 2004 إلى عام 2009 ناقش فيه جميع القضايا التي تهم المجتمع وتمس حياة كل مسلم كما تميز البرنامج بطريقة الإلقاء المبسطة وتميز سلمان العودة فيه لما لديه من مخزون ثقافي في كل المجالات تقريباً، يبلغ طول برنامج في سنة 2009 الساعة والنصف بينما كان ستون دقيقة في الأعوام السابقة.